# (16382) 1981 ER27
A (16382) 1981 ER27 a Naprendszer kisbolygóövében található aszteroida. Schelte J. Bus fedezte fel 1981. március 2-án.